# Taraxacum oliganthum
Taraxacum oliganthum là một loài thực vật có hoa trong họ Cúc. Loài này được Schott & Kotschy ex Hand.-Mazz. miêu tả khoa học đầu tiên năm 1907.